# Модрина сибірська
Модрина сибірська (Larix sibirica Ledeb., лиственниця) — дерево родини соснових (Pinaceae), її шишки завдовжки до 4 см насінні луски запушені рудуватим пушком. Ці види є лісотвірними породами у хвойних і мішаних лісах. Світлолюбні рослини.

## Опис
Це дерево 24–30 м заввишки зі стовбуром до 116 см у діаметрі у Сибіру. Листки 2.5–5 см або більше в довжину, стрункі, гострокінцеві, глибоко кілясті на нижній поверхні.

## Практичне використання
Деревинна, танідоносна, фарбувальна, жиро- і ефіроолійна, смолоносна, лікарська, камеденосна, пилконосна, декоративна й фітомеліоративна рослина. Модрина сибірська — одна з найкращих деревних порід. Деревина її за зовнішніми ознаками схожа на деревину сосни. Вона важка, тверда, міцна, порівняно добре колеться, не жолобиться, дуже стійка проти гниття та сирості (довговічніша від дубу), має високі механічні властивості. Негативні властивості: важко обробляється, проблемна щодо кріплення конструкцій (гвіздок забити неможливо), під час сушіння дуже розтріскується. До сплаву геть непридатна, майже всі колоди тонуть. Саме ця обставина сприяла збереженню модринових лісів на території Росії.
Модрина сибірська, крім терпентину, дає велику кількість камеді, яка має назву «гумілярікс». Деревина модрини містить до 5% камеді, яку можна добути, екстрагуючи водою. Крім того, на стовбурах модрини, що піддалась дії пожеж (у Сибіру), в дуплах і при основі стовбурів утворюються напливи камеді досить великих розмірів. Камедь придатна для виготовлення акварельних фарб, клею, емульсій у фармацевтичній промисловості, а також для виробництва сірників.
Модрина сибірська рекомендується для лісомеліоративних насаджень у Лісостепу і на Поліссі. Придатна для полезахисних лісосмуг, прияружних і прибалкових насаджень. Її висаджують також по тальвегах балок, де інші породи потерпають від заморозків.

## Галерея

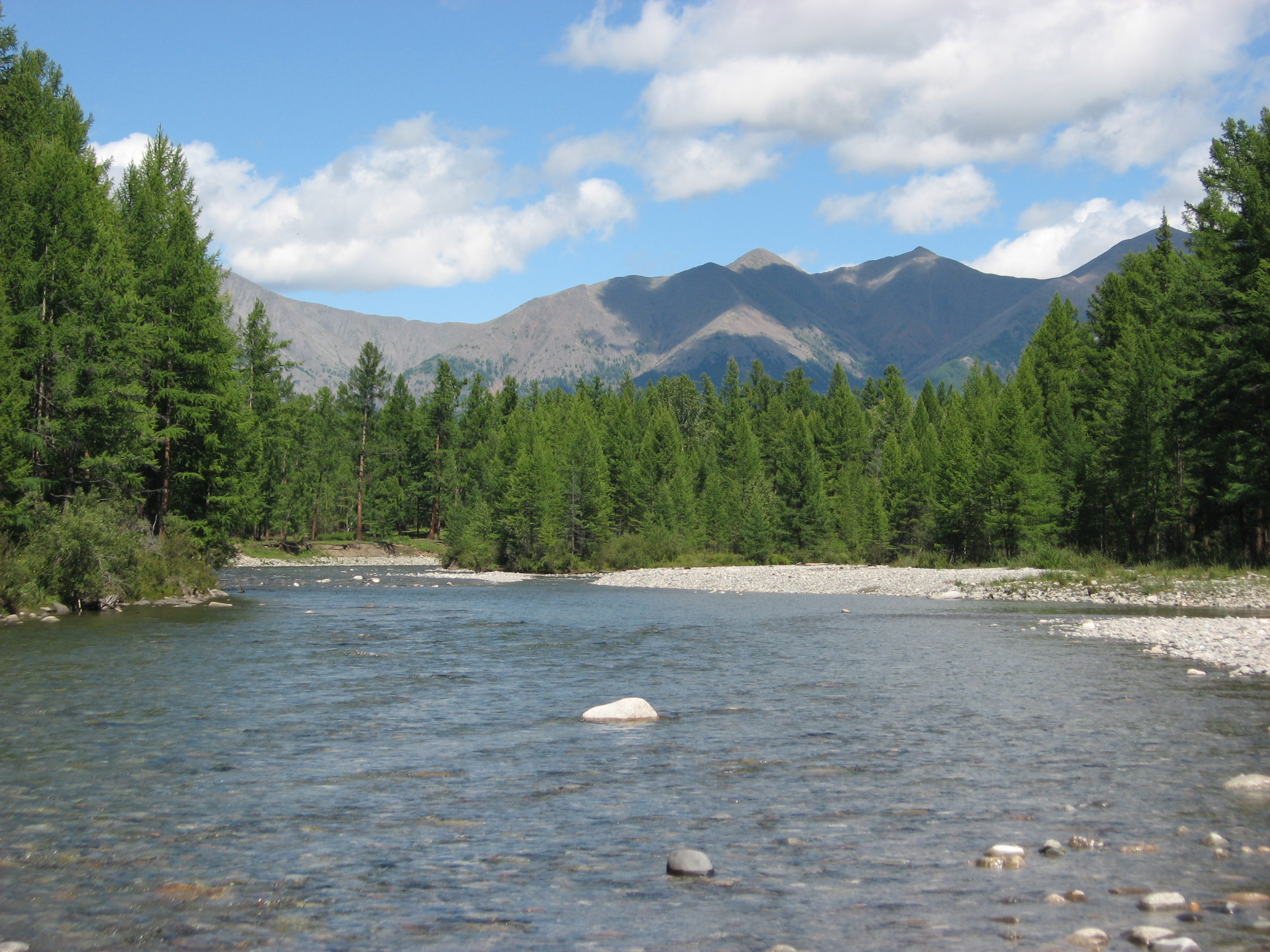
ліс модрини влітку
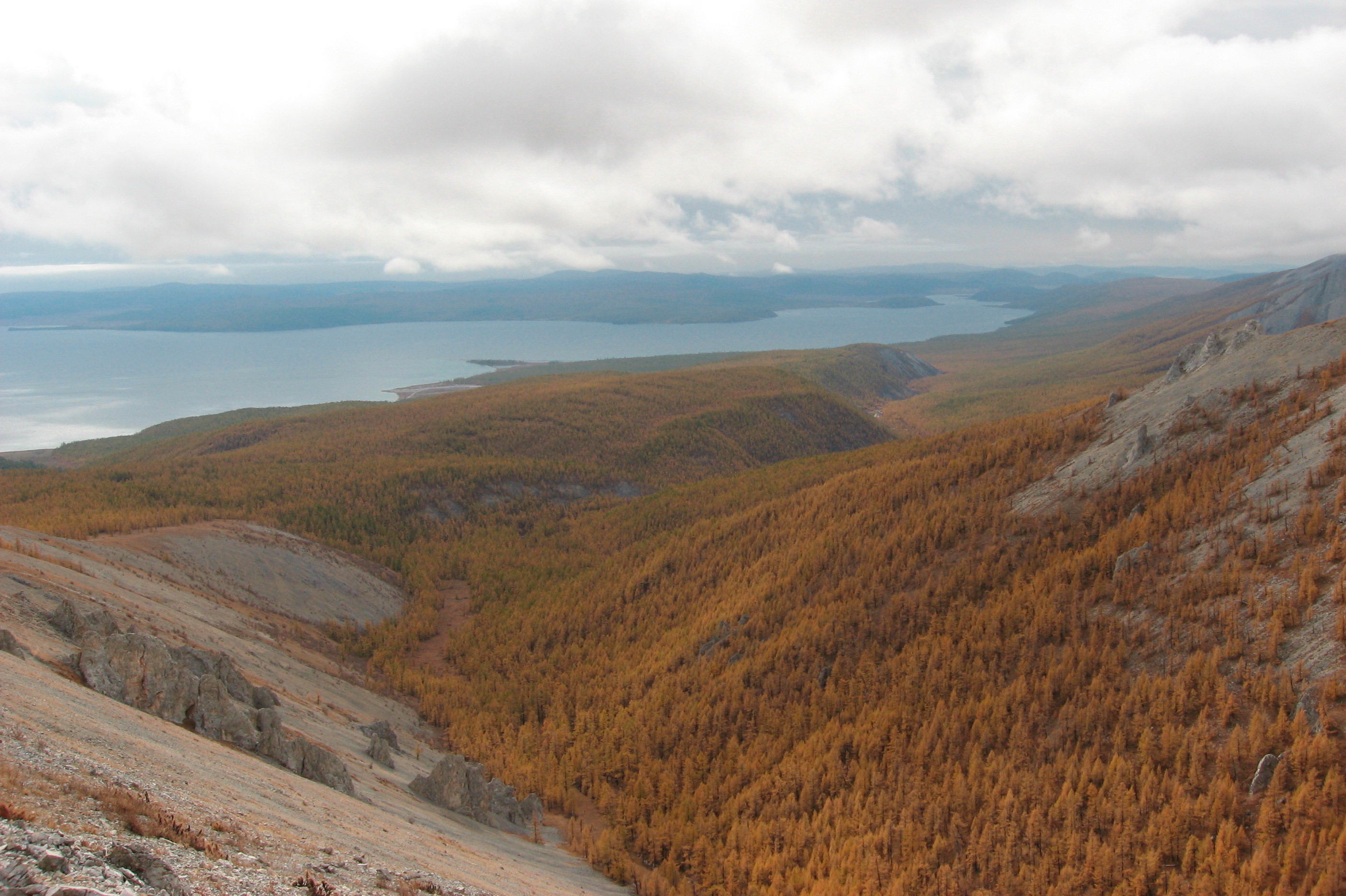
ліс модрини восени
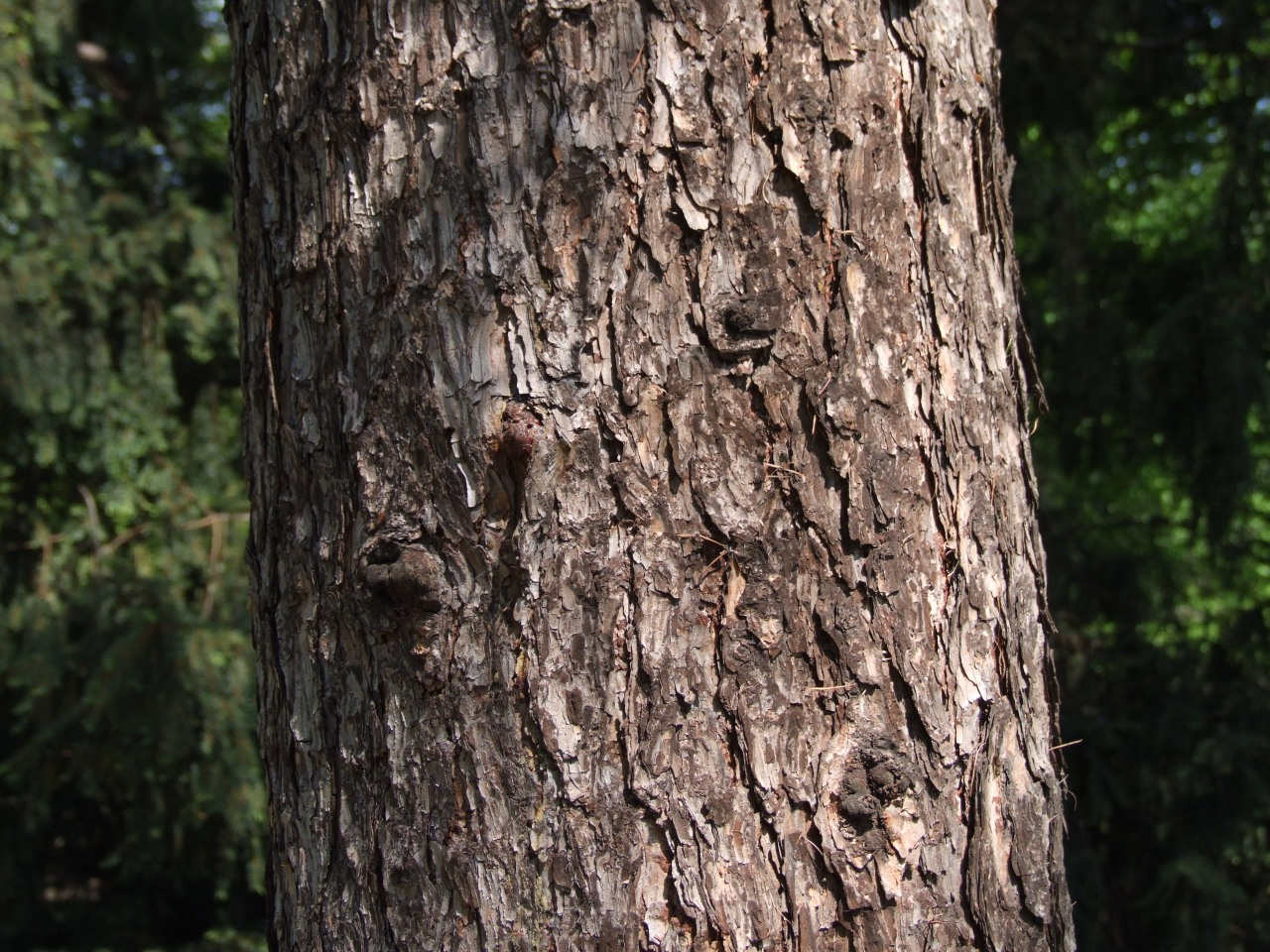
кора
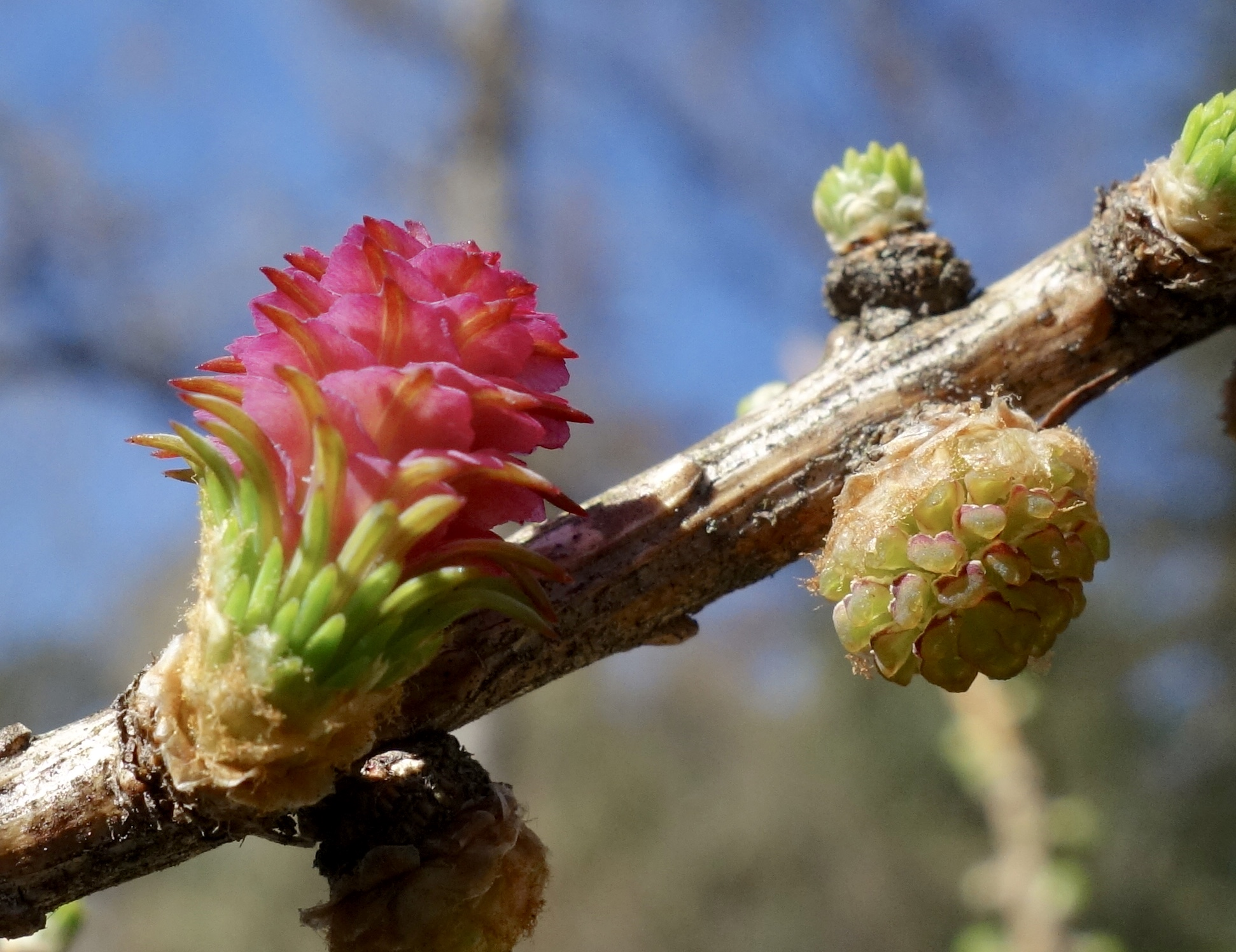
жіноча шишка (ліворуч) і чоловіча шишка (праворуч)